# Liste de peintures de Nicolas Tournier
Cette page dresse la liste des peintures de Nicolas Tournier, peintre comtois actif à Rome puis à Toulouse au XVIIe siècle. 

## Liste
| Image | Titre                                                                                  | Technique                       | Date           | Commentaire | Lieu de conservation                                            | Référence (Hémery, 2001) |
| ----- | -------------------------------------------------------------------------------------- | ------------------------------- | -------------- | ----------- | --------------------------------------------------------------- | ------------------------ |
|       |                                                                                        |                                 |                |             |                                                                 |                          |
|       | Réunion de buveurs                                                                     | Huile sur toile 129 x 192 cm    |                |             | Le Mans, musée de Tessé                                         | 1                        |
|       | Buveur levant son verre                                                                | Huile sur toile 130 x 93 cm     |                |             | Modène, Galleria Estense                                        | 2                        |
|       | Buveur à la fiasque                                                                    | Huile sur toile 124 x 93 cm     |                |             | Modène, Galleria Estense                                        | 3                        |
|       | L'Hypocrite                                                                            | Huile sur toile 110 x 128 cm    |                |             | Florence, Galerie des Offices                                   | 4                        |
|       | Le Concert                                                                             | Huile sur toile 115 x 168 cm    |                |             | Bourges, musée du Berry                                         | 5                        |
|       | Joueurs de dés                                                                         | Huile sur toile 125 x 173 cm    |                |             | Shrewsbury, Attingham Park, National Trust                      | 6                        |
|       | Joueurs de dés                                                                         | Huile sur toile 117 x 173 cm    |                |             | Louisville, The Speed Art Museum                                | 7                        |
|       | Le Reniement de saint Pierre                                                           | Huile sur toile 133 x 175 cm    |                |             | Collection particulière                                         | 8                        |
|       | Le Reniement de saint Pierre                                                           | Huile sur toile 127 x 175 cm    |                |             | Dresde, Gemäldegalerie Alte Meister, Staatliche Kunstsammlungen | 9                        |
|       | Le Christ et la Femme adultère                                                         | Huile sur toile 120 x 185 cm    |                |             | Bruxelles, musées royaux des Beaux-Arts                         | 10                       |
|       | Le Corps de garde                                                                      | Huile sur toile 169 x 239 cm    |                |             | Dresde, Gemäldegalerie Alte Meister, Staatliche Kunstsammlungen | 11                       |
|       | Le Reniement de saint Pierre                                                           | Huile sur toile 160 x 240 cm    |                |             | Atlanta, High Museum of Art                                     | 12                       |
|       | Le Roi David écrivant les psaumes                                                      | Huile sur toile 123 x 97 cm     |                |             | Londres, Walpole Gallery                                        | 13                       |
|       | Saint Jean l'Évangéliste                                                               | Huile sur toile 134 x 97 cm     |                |             | Rome, musées du Capitole                                        | 14                       |
|       | Le Reniement de saint Pierre                                                           | Huile sur toile 151 x 252 cm    |                |             | Madrid, musée du Prado                                          | 15                       |
|       | Scène de banquet au joueur de luth                                                     | Huile sur toile 120 x 165 cm    |                |             | Saint Louis, Art Museum                                         | 16                       |
|       | Saint Paul écrivant les épîtres                                                        | Huile sur toile 99 x 133 cm     |                |             | Houston, The Sarah Campbell Blaffer Foundation                  | 17                       |
|       | Le Flûtiste                                                                            | Huile sur toile 77 x 61 cm      |                |             | Brescia, Pinacoteca Tosio Martinengo                            | 18                       |
|       | Le Christ et les Enfants                                                               | Huile sur toile 125 x 169 cm    |                |             | Rome, Galleria Nazionale d'Arte antica, Palais Corsini          | 19                       |
|       | Saint Jean l'Évangéliste                                                               | Huile sur toile 115 x 83 cm     |                |             | Rome, Galerie Spada                                             | 20                       |
|       | Saint Paul                                                                             | Huile sur toile 96 x 71 cm      | vers 1630      |             | Toulouse, musée des Augustins                                   | 21                       |
|       | Soldat                                                                                 | Huile sur toile 96 x 71 cm      | vers 1630      |             | Toulouse, musée des Augustins                                   | 22                       |
|       | Soldat                                                                                 | Huile sur toile 22 x 17 cm      |                |             | Collection particulière                                         | 23                       |
|       | Le Concert                                                                             | Huile sur toile 188 x 224 cm    |                |             | Paris, musée du Louvre                                          | 24                       |
|       | Joueur de flûte et Femme tenant une rose                                               | Huile sur toile 74 x 100 cm     |                |             | Auch, musée des Jacobins                                        | 25                       |
|       | Le Reniement de saint Pierre                                                           | Huile sur toile 100 x 134 cm    |                |             | Collection particulière                                         | 26                       |
|       | La Vision de saint Dominique                                                           | Huile sur toile 200 x 180 cm    |                |             | Narbonne, église Saint-Paul-Serge                               | 27                       |
|       | Le Christ en croix avec la Vierge, saint Jean et saint François de Paule               | Huile sur toile 320 x 238 cm    |                |             | Narbonne, église Saint-Paul-Serge                               | 28                       |
|       | Le Christ descendu de la croix ou La Déploration                                       | Huile sur toile 238 x 183 cm    | vers 1630      |             | Toulouse, musée des Augustins                                   | 29                       |
|       | David avec la tête de Goliath                                                          | Huile sur toile 91 x 72 cm      |                |             | Varsovie, Muzeum Narodowe                                       | 30                       |
|       | Portrait présumé de Bernard de Reich                                                   | Huile sur toile 85 x 72 cm      |                |             | Collection particulière                                         | 31                       |
|       | La Vierge à l'Enfant                                                                   | Huile sur toile 117 x 106 cm    | vers 1632-1635 |             | Toulouse, musée des Augustins                                   | 32                       |
|       | Tobie et l'Ange                                                                        | Huile sur toile 235 x 106 cm    |                |             | Narbonne, cathédrale Saint-Just                                 | 33                       |
|       | Le Christ porté au tombeau                                                             | Huile sur toile 314 x 166 cm    | vers 1635      |             | Toulouse, musée des Augustins                                   | 34                       |
|       | La Bataille des Roches rouges                                                          | Huile sur toile 260 x 550 cm    | vers 1638      |             | Toulouse, musée des Augustins                                   | 35                       |
|       | La Bataille des Roches rouges (fragment)                                               | Huile sur toile 90 x 96,5 cm    | vers 1638      |             | Toulouse, musée des Augustins                                   | Non catalogué            |
|       | Saint Paul                                                                             | Huile sur toile 133 x 96 cm     |                |             | Collection particulière                                         | p. 168                   |
|       | Le Concert                                                                             | Huile sur toile 121 x 169       |                |             | Belgrade, musée national                                        | p. 168                   |
|       | Banquet avec un flûtiste                                                               | Huile sur toile                 |                |             | Collection particulière                                         | p. 169                   |
|       | Le Jugement de Salomon                                                                 | Huile sur toile                 |                |             | Pommersfelden, Kunstsammlungen des Grafs Schönborn              | p. 169                   |
|       | Joseph interprétant les songes                                                         | Huile sur toile                 |                |             | Localisation actuelle inconnue                                  | p. 169                   |
|       | Joueur de luth                                                                         | Huile sur toile 105 x 77 cm     |                |             | Saint-Pétersbourg, musée de l'Ermitage                          | p. 169                   |
|       | Le Christ en croix avec la Vierge, la Madeleine, saint Jean et saint François de Paule | Huile sur toile 422 x 292 cm    |                |             | Paris, musée du Louvre                                          | p. 170                   |
|       | Musicienne jouant du violon                                                            | Huile sur toile                 |                |             | Collection particulière                                         | p. 170                   |
|       | Jeune homme jouant du cornet à bouquin                                                 | Huile sur toile 132,7 x 97,2 cm |                |             | Collection particulière                                         | p. 174                   |
|       | Saint Pierre                                                                           | Huile sur toile 103 x 73 cm     | vers 1625      |             | Toulouse, musée des Augustins                                   | Non catalogué            |
|       | Christ portant la croix                                                                | Huile sur toile 220 x 122 cm    | vers 1635      |             | Toulouse, musée des Augustins                                   | Non catalogué            |
|       | Midas                                                                                  | Huile sur toile 71 x 53,5 cm    | vers 1620-1625 |             | Toulouse, musée des Augustins                                   | Non catalogué            |
|       | Paysanne portant des fruits ou Les Fruits de l'automne                                 | Huile sur toile 91,5 x 73,5 cm  | vers 1630      |             | Toulouse, Fondation Bemberg                                     | Non catalogué            |
|       | Paysanne portant des fruits ou Les Fruits de l'été                                     | Huile sur toile 91,5 x 73,5 cm  | vers 1630      |             | Toulouse, Fondation Bemberg                                     | Non catalogué            |
|       | Le Joueur de luth                                                                      | Huile sur toile 91 x 68 cm      |                |             | Toulouse, musée des Augustins                                   | Non catalogué            |